# Classe Jäger
La classe Jaeger était une classe de quinze canonnières de IIe classe commandée par la marine prussienne et plus tard également utilisée par la marine impériale (Kaiserliche Marine). 
Les navires ont été construits en même temps que ceux de la classe Camaeleon (de), légèrement plus grande.